# دورت جنسن
دورت جنسن (بالدنماركية: Dorte O. Jensen)‏ هي ربانة ‏ دنماركية، ولدت في 20 أكتوبر 1972 في Nyborg ‏ في الدنمارك.

## وصلات خارجية
- دورت جنسن على موقع أوليمبيديا (الإنجليزية)